# Hauberg

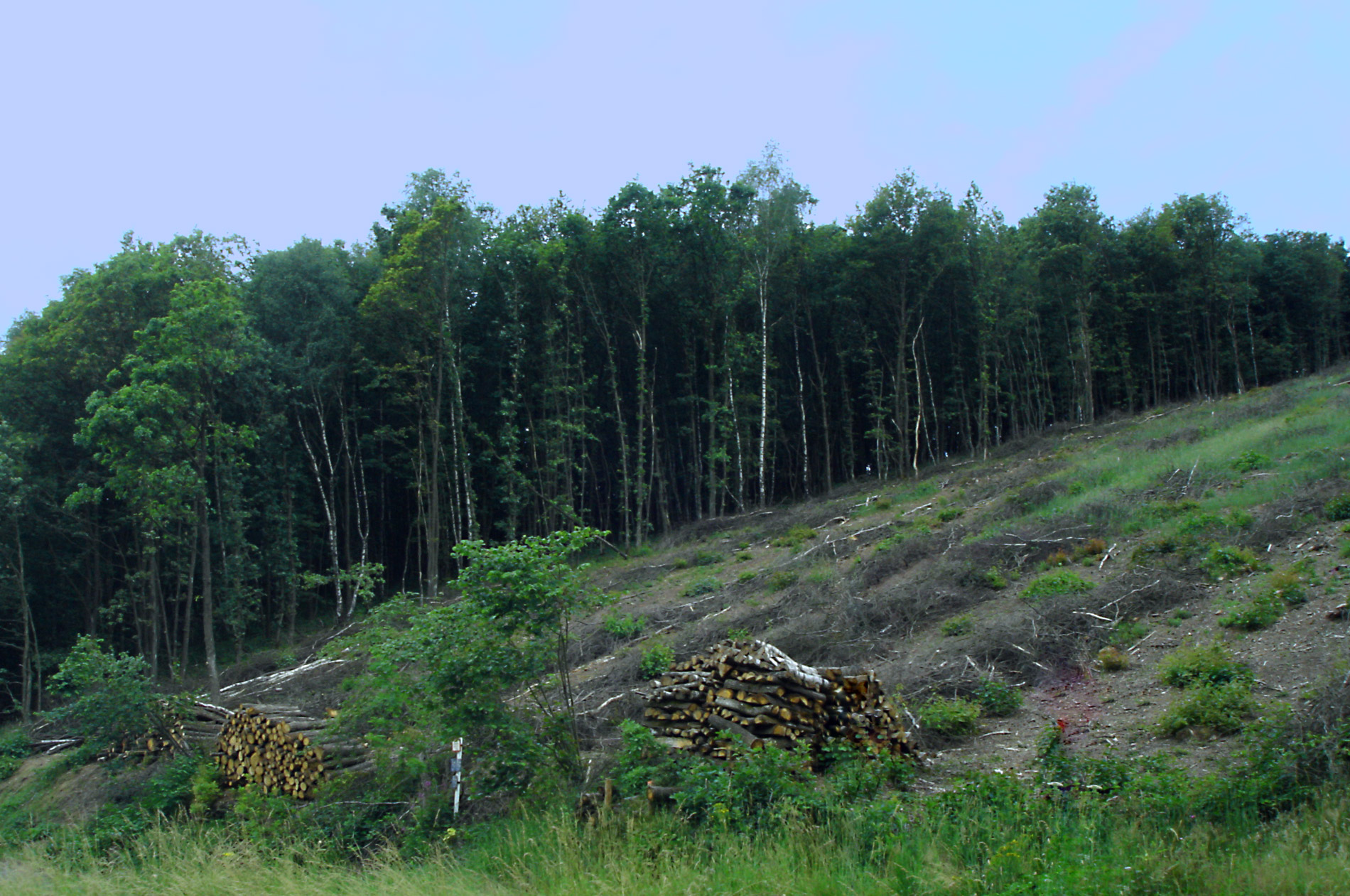
Hauberg bei Netphen

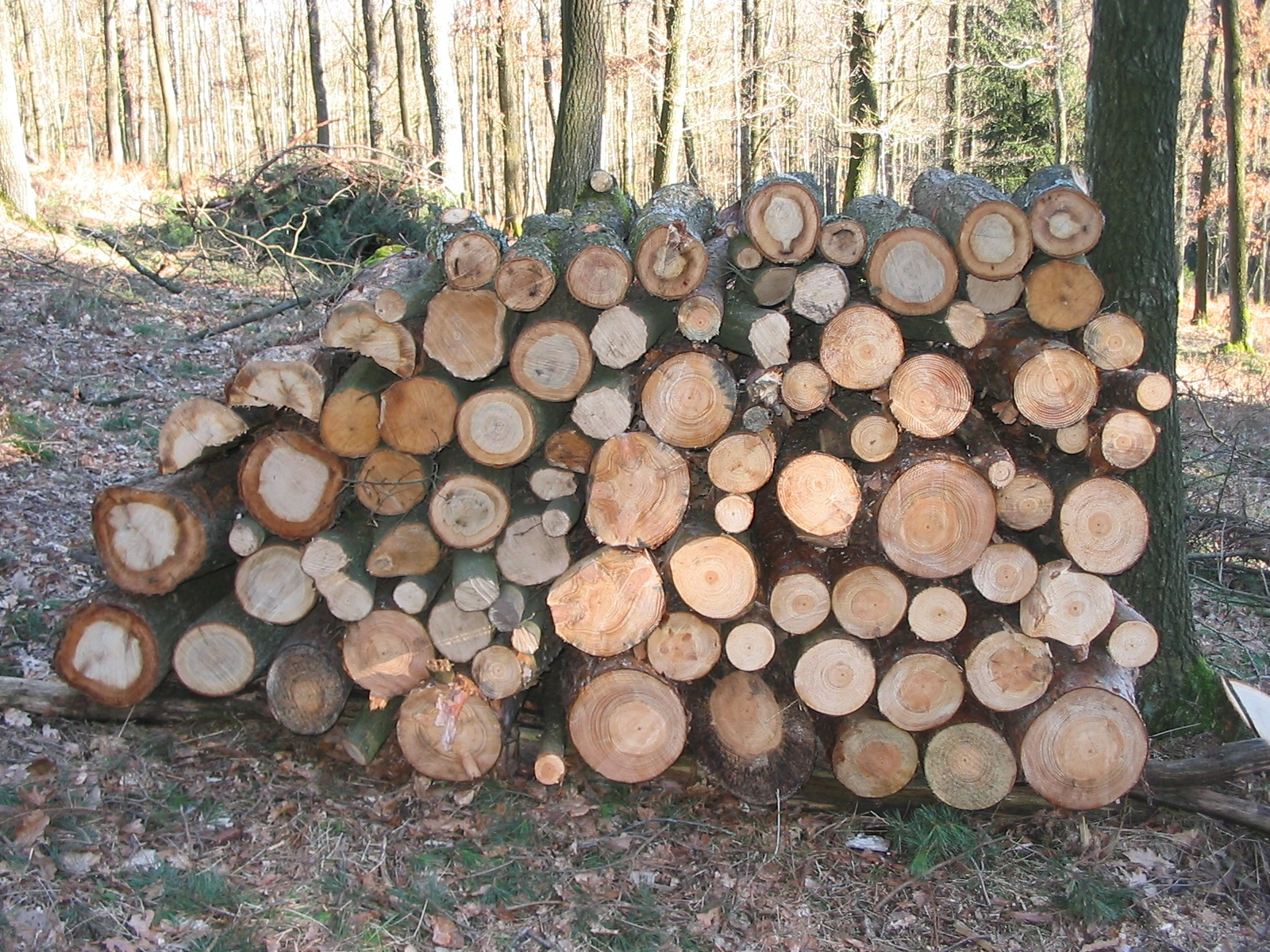
Holzstapel bei Salchendorf

Der Hauberg ist eine für das Siegerland sowie benachbarte Teile des Lahn-Dill-Berglandes und des Westerwaldes typische Form der genossenschaftlichen Waldbewirtschaftung. Sie diente der Gewinnung von Eichenrinde (zur Herstellung von  Gerberlohe) und Holzkohle für die regional bedeutsame Eisenerzverarbeitung sowie zur Beschaffung von Brennholz, später auch zur Herstellung von Naturholzmöbeln. Zusätzlich zur forstwirtschaftlichen Nutzung fand aber auch eine landwirtschaftliche Nutzung statt, wie der im Schwendbau typische Anbau von Roggen und Buchweizen im Jahr nach der Holzernte („Haubergskorn“) sowie die spätere gemeinschaftliche Beweidung (Allmende).
2017 gab es noch etwa 200 Haubergsgenossenschaften im Siegerland, wobei die größeren rund 1.000 ha, die kleineren ca. 200 ha Fläche besitzen. 2018 wurde die „Haubergswirtschaft im Siegerland und in angrenzenden Regionen“ in das Bundesweite Verzeichnis des immateriellen Kulturerbes aufgenommen.

## Überblick
Der Hauberg ist ein Eichen-Birken-Niederwald, in dem vereinzelt auch andere Baumarten eingestreut sind. Mit einer Umtriebszeit von 16 bis 20 Jahren wird der Hauberg durch Kahlschlag derart „auf den Stock gesetzt“, dass die Bäume wieder ausschlagen und der Zyklus erneut beginnt. Nur im Jahr nach dem Kahlschlag wurde die Fläche zur Aussaat von Getreide genutzt ('Haubergskorn'). In Jahren reicher Eichelmast wurden die Schweine im Hauberg gehütet.
Mit dem Rückgang der Nachfrage nach Gerberlohe und Holzkohle hat die Bewirtschaftungsform ihre Bedeutung verloren. In der zweiten Hälfte des 20. Jahrhunderts wurden deshalb umfangreiche Flächen in Hochwaldnutzung überführt. Die noch verbliebenen Niederwaldbestände dienen neben der Naturmöbelfertigung fast ausschließlich der Brennholz- und Industrieholzgewinnung.

## Genossenschaftliche Struktur
Die Hauberggenossenschaft ist eine Spezialform einer Genossenschaft, bei der die Genossenschaftsmitglieder gemeinsam die forstwirtschaftliche Nutzung eines bewaldeten Gebietes übernehmen.
Die Hauberge sind ungeteiltes und unteilbares (ideelles) Gesamteigentum der Genossenschaft, die Anteile an der Genossenschaft, sogenannte Haubergspfennige (Penning auf Siegerländer Platt, im Dillkreis Gulden und Albus) können vererbt und verkauft werden. Die Haubergsgenossenschaft wird als Körperschaft des öffentlichen Rechts angesehen und kann unter ihrem Namen Rechte erwerben und Verbindlichkeiten eingehen, Eigentum und andere dingliche Rechte an Grundstücken erwerben, vor Gericht klagen oder verklagt werden.
Die Hauberggenossenschaft unterliegt dem Haubergsrecht und einer von der Aufsichtsbehörde genehmigten Haubergsordnung. Die Haubergsordnungen können in ihren Regelungen zur Bewirtschaftung sowie zu den Aufgaben und Befugnissen der Genossenschaftsorgane regional verschieden sein.
Ein gewählter Vorstand führt die laufenden Geschäfte. Zu den Aufgaben des Vorstandes gehört vor allem die Organisation der Nutzung. Diese erfolgt jährlich. Dazu werden die schlagreifen Flächen ausgewiesen, in Lose unterteilt, mit einfachen Mitteln örtlich vermessen und markiert. Die Markierungen sind einfache Holzpflöcke bzw. Einkerbungen/Markierungen am Stamm (Dillkreis), die mit einem einfachen System aus Kerben und Punkten versehen werden, die als Zeichen des Anteilseigners bekannt sind (sogen. Stippen oder Haubergszeichen). Die Lose werden "ausgespielt", d. h. durch Auslosen den Genossen zur Bewirtschaftung zugeteilt, wobei als Verteilerschlüssel für die Anzahl der Lose die Anteilsgröße am Gesamteigentum herangezogen wird. Über die Zuordnung des konkreten Loses in der Örtlichkeit wird gesondert, z. B. durch ein Losverfahren entschieden.
Wegen des zurückgegangenen Interesses der Anteilseigner an der Haubergsarbeit wird heute die Holzwerbung vom Haubergsvorstand häufig an einen Unternehmer vergeben.

## Geschichte und wirtschaftliche Bedeutung

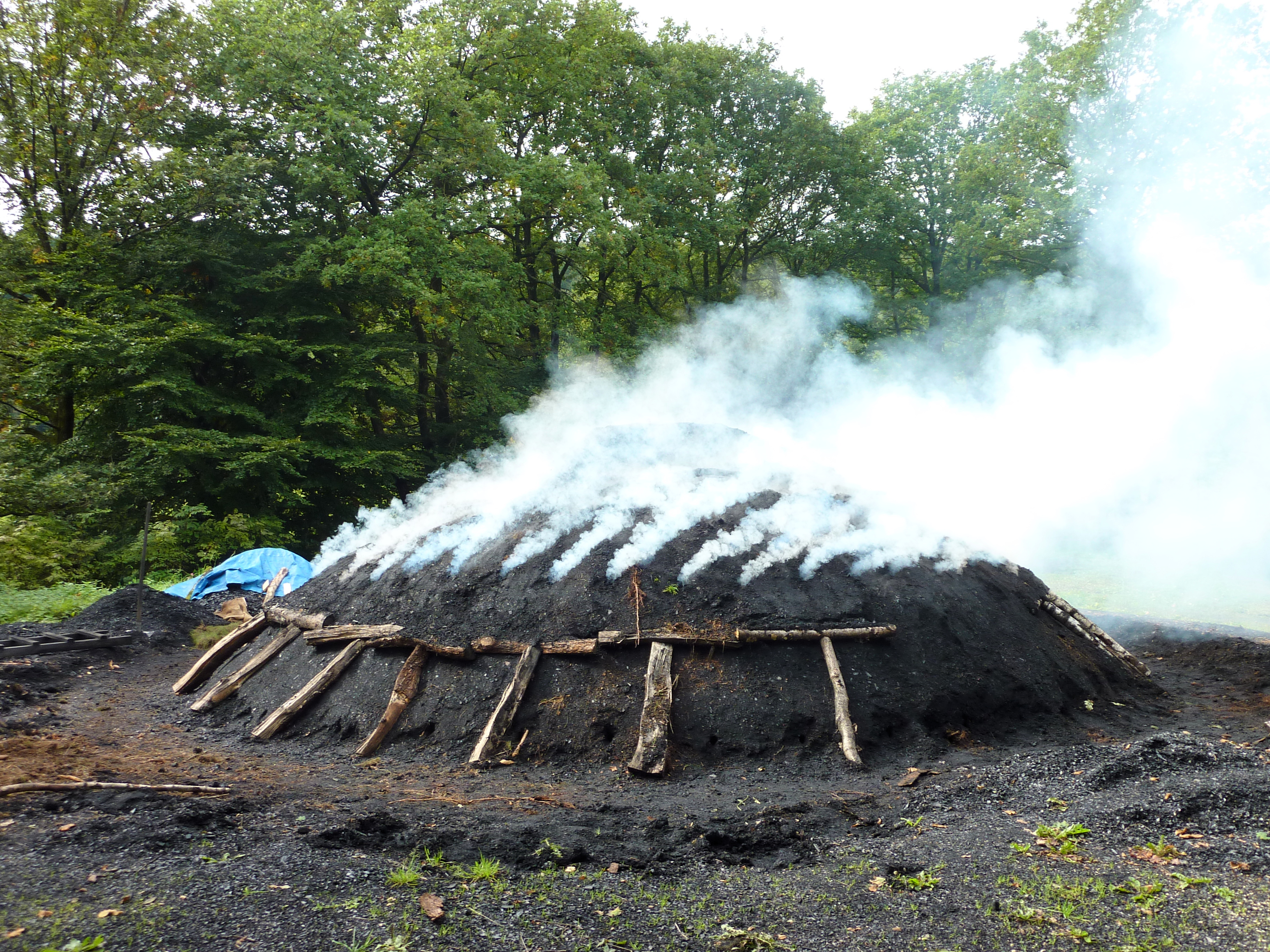
Früher wurde das Holz größtenteils in Kohlenmeilern zu Holzkohle zur Verhüttung verarbeitet

Als vor etwa 2.500 Jahren Eisen als Werkstoff entdeckt wurde, begann mit der Eisenzeit in Europa ein neues Zeitalter. Waffen, Werkzeuge und Gerätschaften aus Eisen erwiesen sich als wirkungsvoller als solche aus Bronze. Auf ihrer Wanderung nach Norden kamen Kelten in das klimatisch eher raue Siegerland, wo Eisenerzadern bis an die Oberfläche treten. Den Kelten war die Technologie der Eisenherstellung bekannt.
In Meilern erzeugten sie Holzkohle, um damit in kleinen Hangöfen die hohen Temperaturen zu erreichen (über 1.000 Grad), ohne die kein Eisen zu gewinnen war. Die damals vorherrschenden Buchenwälder der Region haben das nicht überlebt. Denn wegen des hohen Holzbedarfs wurden die Buchen in immer kürzer werdenden Abständen geschlagen, bevor sie Nachwuchs aus Samen erzeugen konnten. Ist die Buche einmal gefällt, schlägt sie nur schlecht aus dem alten Wurzelstock aus. Besser können das Eiche und Birke. Die Eisenleute sorgten dafür, dass auch die nicht besonders groß wurden, denn zum Verkohlen reicht Armdicke. So wurde aus dem Buchen-Hochwald ein Eichen-Birken-Niederwald.
Doch nach 600 Jahren war auch dieser Wald verschwunden, das Siegerland war kahl. Kein Wald bedeutete auch keine Holzkohle. Wo keine Energie ist, kann man nicht schmelzen, und die Kelten zogen weiter.
Der Wald brauchte 800 Jahre, um sich von diesem Schlag zu erholen. Als er wieder ein Buchenwald war, waren es diesmal die Franken, die das Eisenerz abbauten und die Bäume fällten. Wieder wurde aus dem Hoch- ein Niederwald, wieder setzten sich Eiche und Birke durch, wieder wurden die Kahlflächen immer größer. Kurz bevor die Menschen den Wald und mit ihm ihre Lebensgrundlage erneut vernichtet hatten, besannen sie sich eines Besseren. Sie entwickelten eine Ordnung, deren wichtigstes Prinzip Nachhaltigkeit ist. Sie besagt, dass man nur so viel aus der Natur entnehmen darf, wie in der gleichen Zeit nachwächst. Wer diesen Grundsatz nicht beachtet, gefährdet künftige Generationen.
Als Form der nachhaltigen Bewirtschaftung entwickelte sich der Siegerländer Hauberg. Er war ein Niederwald (überwiegend Eiche/Birke) im Besitz von Genossenschaften, jede eingeteilt in meist 20 Parzellen. Pro Jahr durfte nur eine Parzelle zur Verkohlung genutzt werden. Da das Wichtigste, die Holzkohle, nun begrenzt war, wurde man erfinderisch in Nebennutzungen. So wurden Teile des Haubergs im Laufe des zwanzigjährigen Zyklus zum Spender von Eichenlohe zur Lederherstellung, zum Acker für Buchweizen und Roggen, das schon erwähnte Haubergskorn, zur Mehlgewinnung oder zur Weidefläche für Kühe. Dieser Hauberg behauptete sich bis ins 19. Jahrhundert. Dann kam mit der Steinkohle und der Eisenbahn eine andere Energie in Siegerland und bald darauf kam der Erzbergbau wegen zu hoher Kosten zum Erliegen. Viele Wälder entwickelten sich wieder zu Hochwäldern, aber vielerorts sieht man immer noch Niederwald, der einst ein Kohlwald war.
(siehe hierzu auch Lahn-Dill-Gebiet, Abschn. 6. Eisenerzeugung, 6.5 Wald wird dezimiert, 6.6 Holzkohle wird knapp)
Alte Meilerplätze aus vorchristlicher Zeit sind in den Haubergsgegenden häufig nachgewiesen. Die Rennöfen benötigten große Mengen an Holzkohle für die Eisenverhüttung. Im 15. Jahrhundert waren die Wälder dadurch derart ausgebeutet, dass es schließlich im 16. Jahrhundert zu einer hoheitlichen Regelung der Waldnutzung kam. Die Grafen zu Nassau (1562) und zu Sayn (1565) erließen eine Waldordnung, in der neben der Ordnung der allgemeinen Nutzung auch für Nachhaltigkeit gesorgt wurde. Seitdem wurde die Niederwaldwirtschaft hoheitlich durch Haubergsordnungen geregelt. Die heutigen Haubergsordnungen basieren noch auf den letzten preußischen Verordnungen. So die Haubergsordnung für den Kreis Altenkirchen, verordnet am 9. April 1890 durch „…Wilhelm, von Gottes Gnaden König von Preußen etc. …“.
Der Schwendbau mit Roggen und Buchweizen hat die Holznutzung von den Anfängen an begleitet. Die Niederwaldwirtschaft ist in kleinen Flächen nicht zu betreiben. Die genossenschaftliche Nutzung war daher eine notwendige Konsequenz dieser Wirtschaftsform.
Mitte des 19. Jahrhunderts wurden aus einem Hektar Hauberg durch Lohe, Holzwerbung, Schanzen, Roggen, Roggenstroh und Hutung über eine Umtriebszeit von 18 Jahren etwa 830 Mark erwirtschaftet. Dafür fielen Arbeit und Kosten im Wert von 340 Mark an. Der Gewinn pro Jahr und Hektar betrug somit gut 27 Mark. Bei einem Wert von 3 Mark pro Tagewerk entsprach dieser Gewinn dem Wert von 9 Tagewerken. Das war fast der halbe Monatslohn eines Lehrers, aber mit nur 6 Tagwerken Arbeitseinsatz erreicht. Der Hauberg trug daher erheblich zum bäuerlichen Einkommen bei.
Die Gerblohe brachte die Hälfte des Gewinnes, das Holz ein weiteres Viertel. Brotgetreide musste wegen der kargen Böden in vielen Lagen des Siegerlandes und Westerwaldes eingeführt werden. Deshalb war der Beitrag des Haubergs zur Roggenproduktion bedeutend.
Ende des 19. Jahrhunderts wurde die Eisenbahn Siegen – Köln gebaut. Da für die Erzeugung von Stahl 4 Tonnen Kohle und nur eine Tonne Eisenerz notwendig sind, wurde seitdem vermehrt Eisenerz preiswert vom Siegerland ins Ruhrgebiet gebracht. Der Bedarf an Holzkohle im Siegerland ging daher zurück. Wenig später wurde auch die heimische Gerblohe durch Importe und anschließend durch chemische Produkte ersetzt.
Die wirtschaftliche Lage während der Kriegszeiten gab dem Hauberg in der ersten Hälfte des 20. Jahrhunderts nochmals wirtschaftliche Bedeutung.
Danach wurde jedoch die bereits Ende des 19. Jahrhunderts begonnene Überführung in Hochwald intensiviert.
Bei den verbliebenen Niederwaldflächen ist die Holzwerbung die einzig verbliebene Nutzungsform. Mit steigenden Brennstoffkosten gewinnt der Niederwald wieder an Bedeutung. Dennoch decken die Einnahmen aus Holzverkauf und Jagdpacht kaum die Kosten der Holzwerbung, des Wegebaues und der Beförsterung.

## Haubergseinteilung
Als Beispiel für die Haubergswirtschaft dient der Ort Weidelbach. Er liegt im oberen Roßbachtal (Lahn-Dill-Kreis) in der Nähe der Grenze zum Siegerland.
Beginn einer Haubergssaison ist im Herbst, in der ersten Oktoberwoche, wenn eine Gruppe aus mindestens 4 Personen in den Wald geht, der auf Stock gesetzt werden soll. Dies ist das Stück, das vor ungefähr 20 Jahren das letzte Mal auf Stock gesetzt wurde. Somit sind die Wälder, die der Haubergsgenossenschaft gehören, in 20 Teile geteilt. Die Gruppe teilt das Waldstück in bis zu 300 einzelne Teile und nummeriert diese durch. Dies kann bis zu einer Woche dauern. Wenn dies geschehen ist, teilt der Haubergsvorsteher die Genossen in 10 Gruppen (Joh genannt – hochdeutsch: Jahn) ein, wobei jeder Joh gleich groß ist. Dieser Joh hat einen Johmann, der den größten Haubergsanteil im Joh besitzt. Alle Johmänner gehen am 2. Freitag im Oktober zum Haubergsvorsteher, bei dem per Los entschieden wird, welche Nummerngruppe der Joh bekommt. Jeder Joh bekommt zwei Nummerngruppen, da das Haubergsstück in zwei oder mehr Teile geteilt ist. Nachdem entschieden wurde, welcher Joh welche Zahlen bekommt, geht der Johmann in seinen Joh, welcher sich traditionell beim Johmann im Haus versammelt. Dort werden die Nummern per Los einzelnen Personen oder Personengruppen zugeordnet, wobei eine Nummer immer einer bestimmten Anzahl Gulden (Haubergsanteile) zugeordnet ist. Die Gruppen werden so lange geändert, bis alle mit der Anzahl an Nummern zufrieden sind. Nun wird das Los gezogen und die Personen oder Gruppen bekommen ihr Waldstück zugewiesen. Am nächsten Morgen geht der ganze Joh in den Hauberg, um die Waldstücke zu markieren, die jeder einzelne erhält. Es wird nach der Nummer gesucht, die man zugelost bekam. Wenn eine Gruppe aus Personen einem jeden sein Waldstück zuteilt, geschieht das nach der Größe des Waldstücks, das die Gruppe bekommt. Das meiste wurde am Vorabend aber bereits per Los entschieden. Wenn dies alles geschehen ist, kann der Genosse beginnen, ein Waldstück zu bearbeiten.

## Werkzeuge in der Haubergswirtschaft
- Haubergsknipp
- Lohlöffel
- Häbe, örtlich auch als Hippe bezeichnet, eine Kultursichel

### Grundlegende Gesamtdarstellungen
- Alfred Becker: Der Siegerländer Hauberg. Vergangenheit, Gegenwart und Zukunft einer Waldwirtschaftsform. verlag die wielandschmiede, Kreuztal 1991.
- Alfred Becker: Das Haubergs-Lexikon. verlag die wielandschmiede, Kreuztal 2002.
- Hans Hausrath: Geschichte des deutschen Waldbaus. Von seinen Anfängen bis 1850. (= Schriftenreihe des Instituts für Forstpolitik und Raumordnung der Universität Freiburg.) Hochschulverlag, Freiburg im Breisgau 1982, ISBN 3-8107-6803-0.
- Richard B. Hilf: Der Wald. Wald und Weidwerk in Geschichte und Gegenwart. Erster Teil. (Reprint) Aula, Wiebelsheim 2003, ISBN 3-494-01331-4.
- Josef Lorsbach: Hauberge und Hauberggenossenschaften des Siegerlandes. (= Quellen und Studien des Instituts für Genossenschaftswesen an der Universität Münster, Band 10.) Verlag C. F. Müller, Karlsruhe 1956. (zugleich Dissertation, 1953)
- Siegerland, Heft 92/2 (2015) (= Sonderheft Hauberg)

### Einzeldarstellungen
- Konrad Fuchs: Geschichte der Verbandsgemeinde Gebhardshain 1815-1970. Mainz 1982, ISBN 3-87439-082-9.
- Rolf Lerner: Haubergsgenossenschaften im Kreis Altenkirchen. Verlag Mühlsteyn, Elben-Weiselstein 1993.
- Manfred Kohl: Die Dynamik der Kulturlandschaft im oberen Lahn-Dillkreis. Wandlungen von Haubergswirtschaft und Ackerbau zu neuen Formen der Landnutzung in der modernen Regionalentwicklung. (= Gießener Geographische Schriften, Heft 45.) Gießen 1978.
- Alfred Becker (Red.): Bilder aus dem Hauberg. Naturschutz außerhalb von Schutzgebieten. (= Schriftenreihe der Landesforstverwaltung Nordrhein-Westfalen, Heft 1.) 4., aktualisierte Auflage, Forstliche Dokumentationsstelle der Landesforstverwaltung NRW, Arnsberg 2011, ISBN 3-9809057-5-6.
- Frank Schüssler: Die Haubergswirtschaft. Potenziale und Risiken eines traditionellen forstlichen Betriebssystems. In: Geographische Rundschau, Ausgabe 01/2008.

### Steuerliche Aspekte
- Suchanek in: Herrmann, Heuer, Raupach: Kommentar zur EStG und KStG. (zu § 3 KStG, Anmerkung 35 ff.)